# Nikolaus Weiskopf
Nikolaus Weiskopf (* 1973) ist ein deutscher Physiker, Neurowissenschaftler und Direktor am Max-Planck-Institut für Kognitions- und Neurowissenschaften in Leipzig. Er erforscht über technische bildgebende Verfahren die Beziehungen zwischen der exakten Anatomie des Gehirns und seinen einzelnen Funktionen.

## Werdegang
Weiskopf studierte an der Eberhard Karls Universität in Tübingen Physik.
Das Graduiertenstudium im Rahmen der Graduate School of Neural & Behavioural Sciences and International Max Planck Research School Tübingen schloss er 2004 mit der Promotion ab. Parallel dazu arbeitete er als wissenschaftlicher Mitarbeiter im Magnetoenzephalographie-Center der Universität Tübingen. Zudem war er von 2002 bis 2004 Forschungsstipendiat und Forschungsleiter in einem Projekt für Nachwuchsforscher zum Thema Neuronale Kodierung und Gehirn-Computer-Schnittstellen der Heidelberger Akademie der Wissenschaften.
2004 ging er ans Wellcome Trust Centre for Neuroimaging (WTCN) des University College London (UCL), um dort zunächst als wissenschaftlicher Mitarbeiter, ab 2006 bis 2016 als Leiter der Forschungsgruppe Physik zu arbeiten. Von 2006 bis 2009 war er leitender wissenschaftlicher Mitarbeiter am WTCN. Von 2007 bis 2009 lehrte er als Honorardozent am Institut für Neurologie des UCL und arbeitete dort von 2009 bis 2014 als Senior Lecturer. Von 2014 bis 2016 war er Professor für Magnetresonanz-Physik und Neurobildgebung am WTCN und Institut für Neurologie des UCL.
Seit 2015 ist Nikolaus Weiskopf Direktor und Leiter der Abteilung Neurophysik am Max-Planck-Institut für Kognitions- und Neurowissenschaften in Leipzig. Parallel dazu hat er eine Honorarprofessur an der Fakultät für Physik und Geowissenschaften der Universität Leipzig sowie eine Honorarprofessur am Institut für Neurologie am University College London inne.

## Forschungsschwerpunkte
- Neue Methoden für die anatomische und funktionelle Magnetresonanztomographie (MRT/fMRT), die anschließende Bildverarbeitung und die dazugehörigen biophysikalischen Modelle. Diese werden dann mit der postmortalen Histologie verglichen und auf gut charakterisierte, neuronale Systeme wie die Sehrinde angewendet.

- Zusammenhang zwischen der anatomischen Mikrostruktur des Gehirns und seinen Funktionen: Magnetresonanztomographen besonders hoher Feldstärke bzw. hoher magnetischer Feldgradienten wie dem Connectom[3] dienen zur Untersuchung, wie sich die anatomischen Mikrostruktur des Gehirns und seine Funktionen gegenseitig bedingen und wie hoch das Veränderungsvermögen, die Plastizität des Gehirns, auf mikrostruktureller Ebene ist. Dabei konzentriert Weiskopf sich auf die Mikrostruktur der Großhirnrinde (Cortex) und der weißen Substanz. So konnte er genauer untersuchen, wie die anatomischen Grenzen innerhalb des Gehirns, die Grenzen seiner Myeloarchitektur, mit seiner funktionellen Organisation übereinstimmen. Zudem konnte er belegen, dass sich anhand der Myelinisierung des auditorischen Cortex teilweise vorhersagen lässt, wie stark dieses Hirnareal auf einen bestimmten Reiz antwortet. Im Bereich der weißen Substanz liegt sein Fokus insbesondere auf dem Bereich direkt unterhalb des Cortex, der kurze subcorticale Verbindungen, die sogenannten U-Fasern, enthält und entscheidend für die „Verdrahtung“ des Cortex ist.

- Verbesserung von Plastizität und Regeneration nach akuten Verletzungen des Rückenmarks: Entwicklung MRT-basierter Biomarker, um verletztes Rückenmark mithilfe einer Antikörper-induzierten Regeneration zu reparieren.

## Stipendien und Auszeichnungen
- Stipendiat des  WIN-Kolleg  der Heidelberger Akademie der Wissenschaften, 2002[4]
- Consolidator Grant des European Research Council (ERC), 2013
- Mitglied der Young Academy of Europe (YAE), seit 2014[5]

## Mitgliedschaften in wissenschaftlichen Organisationen und Beiräten
- International Society for Magnetic Resonance in Medicine (ISMRM)
- Organization for Human Brain Mapping (OHBM)
- Frontiers in Brain Imaging Methods: Associate Editor
- Leibniz-Institut für Neurobiologie, Magdeburg: Mitglied des wissenschaftlichen Beirates[6]
- Universität Salzburg, Österreich: Mitglied des wissenschaftlichen Beirates
- UK Biobank Imaging Extension: Mitglied des externen Beirates